# Tochmaland (windmolen)
Tochmaland is een poldermolen aan de noordzijde van het Friese dorp Kollum, dat ligt in de Nederlandse gemeente Noardeast-Fryslân.

## Beschrijving
De molen Tochmaland, een van de grotere windmolens van Friesland, werd in 1893 gebouwd voor de bemaling van de 550 ha grote polder met dezelfde naam, die het jaar daarvoor gereed was gekomen. Het achtkant van de molen was afkomstig van een houtzaagmolen in Veendam.
Tochmaland bemaalde de polder tot 1946. In dat jaar brak de bovenas van de molen. Het bestuur van de polder besloot toen over te gaan op elektrische bemaling, waartoe naast de molen een gemaaltje werd gebouwd. Aanvankelijk zou de molen daarna worden afgebroken, maar de burgemeester was daar tegen. De gemeente verwierf in 1948 de eigendom van de molen en liet hem restaureren. Ook in 1963 en 1983 bleek dit noodzakelijk. In het begin van de 21ste eeuw werd in de molen een nieuwe elektromotor geplaatst, waarna het gemaaltje naast Tochmaland werd gesloopt. De molen is inmiddels eigendom van Stichting Erfgoed Kollumerland en Nieuwkruisland.

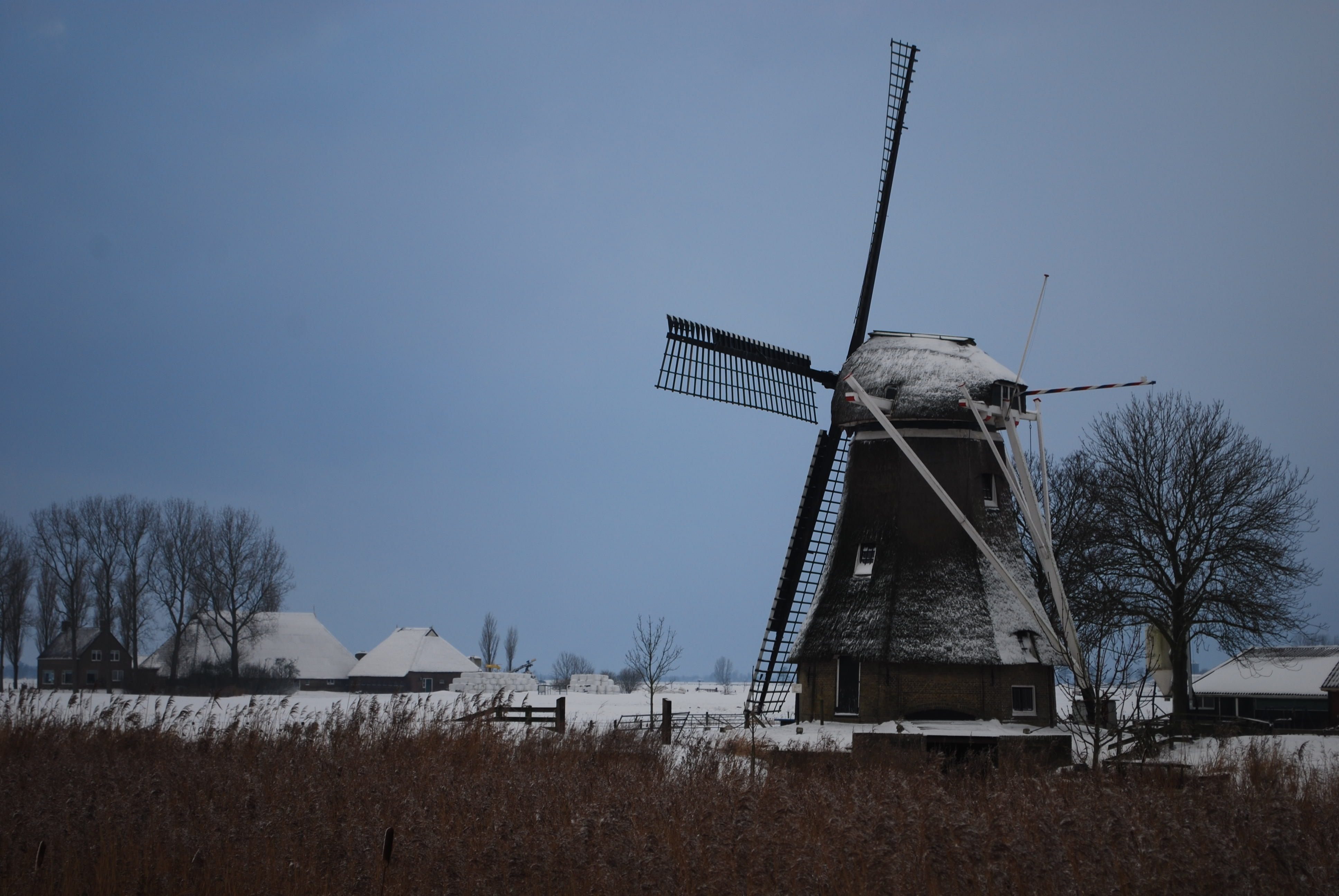
De molen in de sneeuw